# Konstantyn VI (cesarz bizantyński)
Konstantyn VI (ur. 14 stycznia 771, zm. 797 lub 802) – cesarz bizantyjski od 780 roku, jedyny syn Leona IV Chazara.
Konstantyna koronowano na współcesarza 24 kwietnia 776, gdy jego ojciec był cesarzem. Po śmierci ojca w 780 został jedynym władcą, w wieku 9 lat. Jego matka, cesarzowa Irena, była regentką i nie przekazała mu władzy, nawet kiedy osiągnął pełnoletniość. Został przez nią uwięziony i oślepiony – oficjalnie była to kara za obrazoburstwo. 
W 782 został zaręczony z Rotrudą, córką Karola Wielkiego, króla Franków, i jego trzeciej żony Hildegardy. Irena jednak w 788 zerwała zaręczyny. 
Ożenił się po raz pierwszy z Marią z Amnii. Ponieważ ta nie urodziła następcy tronu, rozwiódł się z nią i ożenił powtórnie, co wywołało schizmę moechiańską. Maria i Konstantyn mieli dwie córki: Eufrozynę, żonę cesarza Michała II oraz Irenę. Ze swoją kochanką, a następnie drugą żoną – Teodote – Konstantyn miał syna Leona, który zmarł w maju 797.